# Torre de Calahonda
La Torre de Calahonda o Calahorra es una torre atalaya situada en la localidad de La Cala de Mijas, en la provincia de Málaga, Andalucía, España. Calahorra es un vocablo de origen árabe sinónimo de albarrana y que significa torre aislada. Está declarada Bien de Interés Cultural.

## Descripción
Tiene forma cónica y una altura superior a los 10 metros. Construida en mampostería durante el siglo XVI, forma parte del sistema de vigilancia costera del litoral mediterráneo español, que está formada por una cadena de torres vigía, almenaras, atalayas y torres artilleras, además de castillos. 
Esta construcción se sitúa en una finca privada, que en 2009 se encontraba en venta. Por ello, el Ayuntamiento de Mijas solicitó a la Junta de Andalucía que dispusiera de los medios pertinentes para obtener la titularidad de la torre, alegando el valor histórico y etnológico de la misma.